# 시그투나시

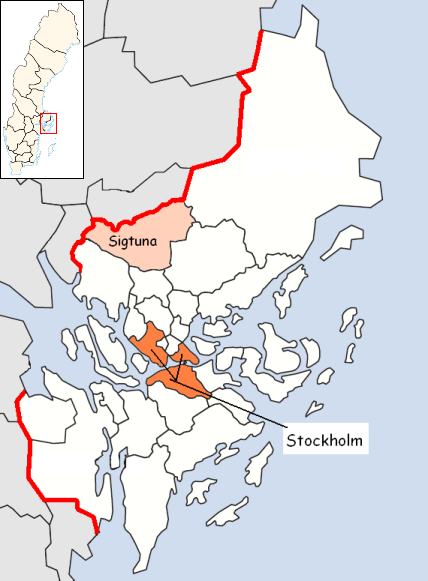
시그투나 시의 위치

시그투나시(스웨덴어: Sigtuna kommun)는 스웨덴 스톡홀름주에 위치한 지방 자치체로 행정 중심지는 메르스타이며 면적은 349.74km2, 인구는 46,274명(2016년 12월 31일 기준), 인구 밀도는 130명/km2이다.

시 문장